# Dobrá Voda (Horní Stropnice)
Dobrá Voda (německy Brünnl) je vesnice a část obce Horní Stropnice v okrese České Budějovice v Jihočeském kraji. V Novohradských horách je na severovýchodním svahu Kraví hory barokní kostel jako dominanta lokality viditelná za jasného počasí až z Budějovicka, Třeboňska atd. Dobrá Voda byla pro svou mírně radioaktivní vodu a polohu lokality s nejčistším vzduchem v Čechách vyhledávána jako lázeňské místo. Byla nejnavštěvovanějším poutním místem v českobudějovické diecézi, kam přicházeli poutníci nejen z Čech a Rakouska, ale i z Bavorska, Moravy a z Uher.

## Historie
První písemná zmínka o vesnici pochází z roku 1259.
Dobrá Voda i nedaleká Hojná Voda byly založeny jako lázeňská a poutní místa. Léčivé účinky zdejších pramenů byly známé od pradávna. Na konci 17. století se pasáčkovi z Bedřichova zjevila nad jedním pramenem Panna Maria. Krátce na to zde došlo k několika zázračným uzdravením. Osada se tak rozrostla, že 30. června 1707 byla povýšena na město. Protože sem proudily davy lidí, nechal zde hrabě Vojtěch Languevela Buquoy postavit chrám Panny Marie Těšitelky (1708–1715), faru a lázně. Vedle chrámu, zasvěceného Panně Marii Těšitelce, od neznámého stavitele, byl v roce 1718 postaven zámeček, buquoyská rezidence, v roce 1747 přibyla škola.
Poutní sezóna trvala od svatého Floriána do svatého Linharta (5. května až 6. listopadu), přičemž každoročně přicházely desetitisíce poutníků (v prvních letech po postavení chrámu se odhadovalo až 60 tisíc lidí). Poutní procesí z Čech i Dolního Rakouska přicházela až do roku 1938. Po roce 1945 bylo obyvatelstvo městyse Dobrá Voda vystěhováno a začalo bourání budov, včetně buquoyské rezidence. Byl zasypán i hlavní pramen a hrozilo zboření kostela. V šedesátých letech byla na několik let tradice poutí obnovena. Za normalizace začala Dobrá Voda opět upadat. Po roce 1989 ožila zásluhou turistického ruchu a zásluhou rakouských účastníků bohoslužeb.

## Obyvatelstvo
| Rok            | 1869 | 1880 | 1890 | 1900 | 1910 | 1921 | 1930 | 1950 | 1961 | 1970 | 1980 | 1991 | 2001 | 2011 | 2021 |
| -------------- | ---- | ---- | ---- | ---- | ---- | ---- | ---- | ---- | ---- | ---- | ---- | ---- | ---- | ---- | ---- |
| Počet obyvatel | 613  | 587  | 550  | 500  | 449  | 386  | 332  | 44   | 36   | 70   | 106  | 81   | 59   | 84   | 56   |
| Počet domů     | 105  | 107  | 106  | 107  | 105  | 104  | 103  | 85   | 85   | 8    | 9    | 5    | 11   | 23   | 18   |

## Obecní správa
Při sčítání lidu v letech 1850–1950 Dobrá Voda byla samostatnou obcí v okrese Kaplice. Od 4. května 1950 do 11. června 1960 byla osadou obce Hojná Voda, se kterým patřila nejprve do okresu Trhové Sviny, ale od roku 1960 v okrese České Budějovice. Od 12. června 1960 je částí obce Horní Stropnice v okrese České Budějovice.

## Pamětihodnosti
- Kostel Panny Marie Těšitelky – U kostela je do dvou malých kašen vyveden pramen čisté vody. Nacházejí se v čelním záběru kovaných mříží pod hlavním vchodem do kostela s trojitým schodištěm.
- Fara

## Osobnosti
- Josef Meyr (1739–1829), podnikatel ve sklářství

## Galerie

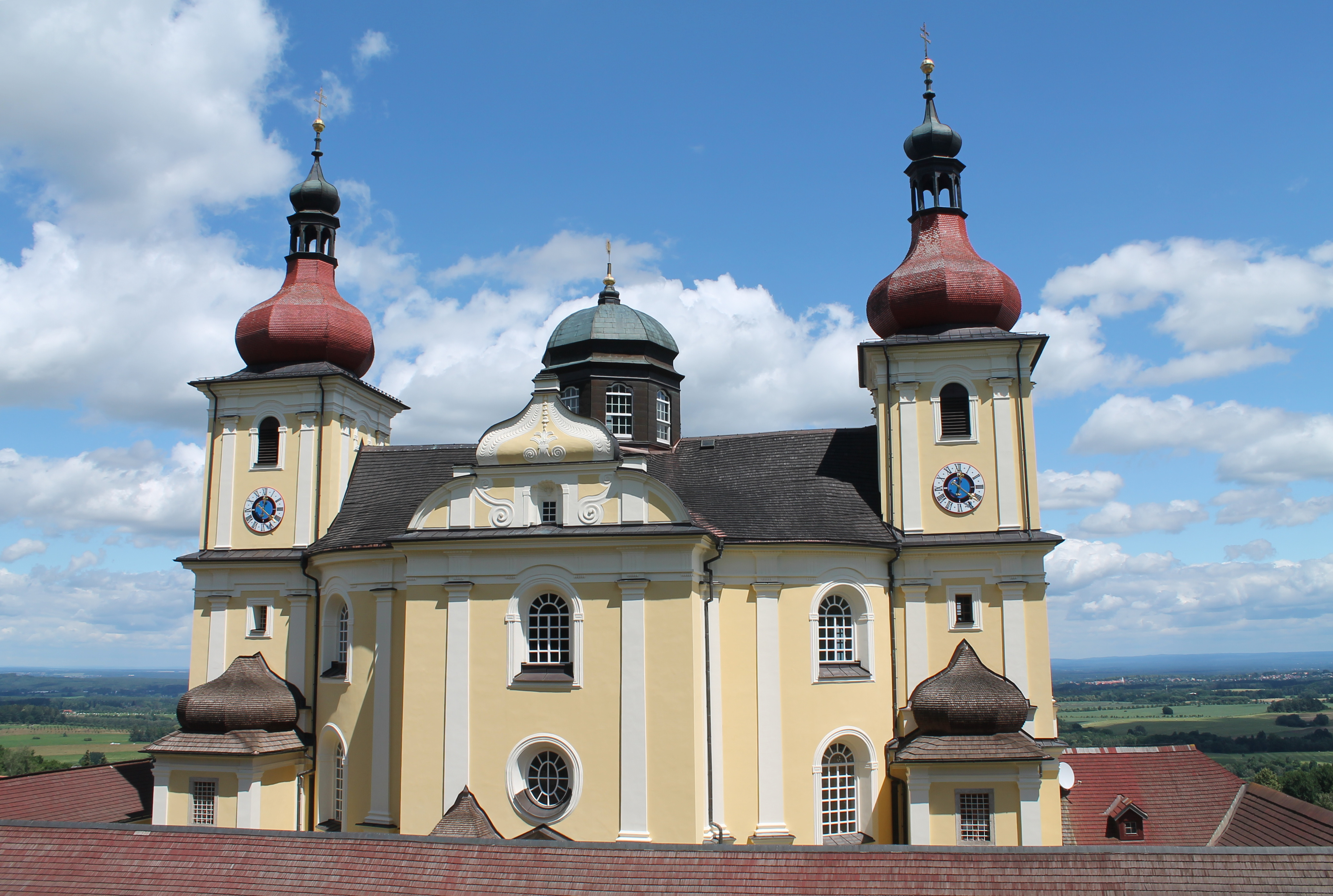
Kostel Panny Marie Těšitelky
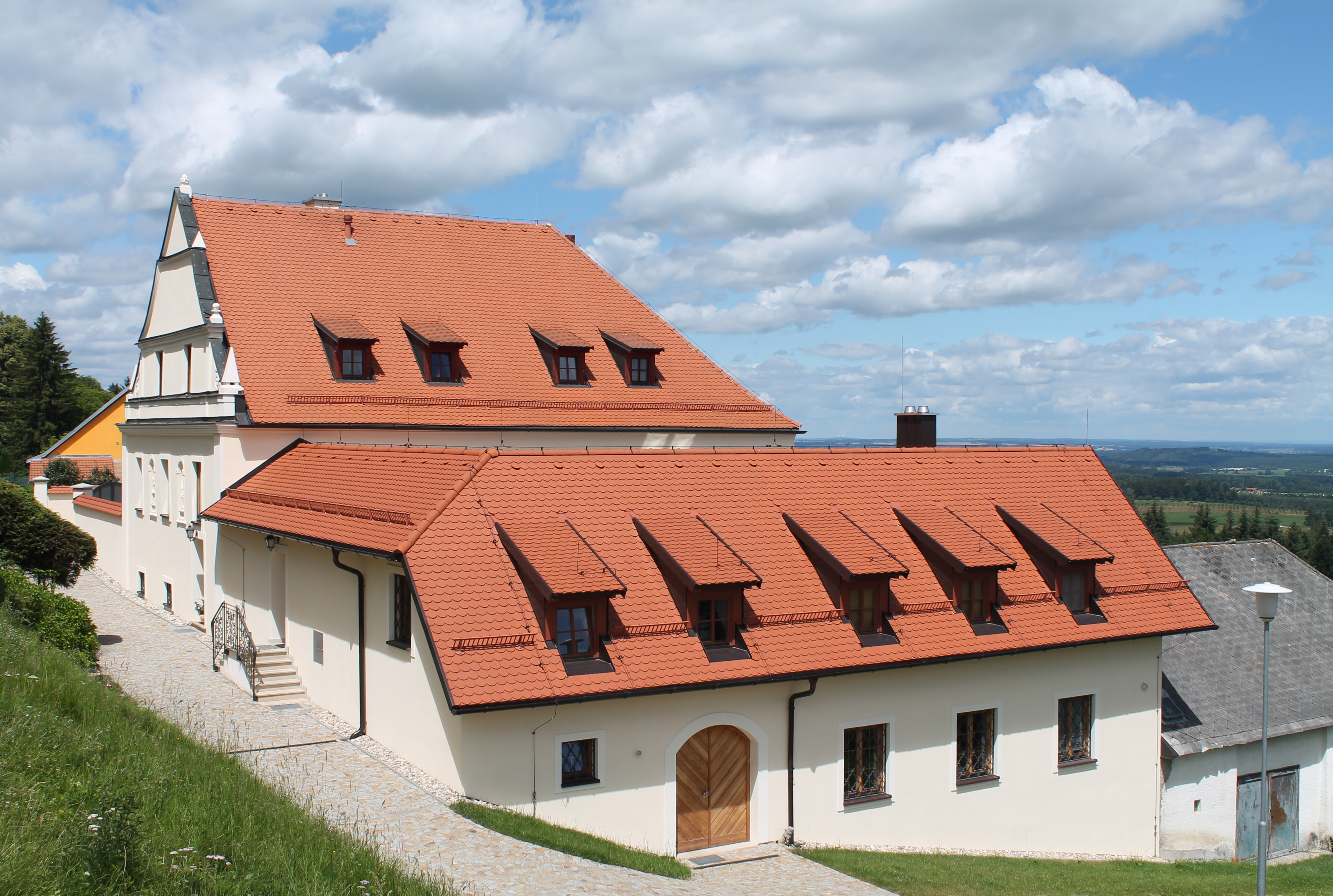
Fara
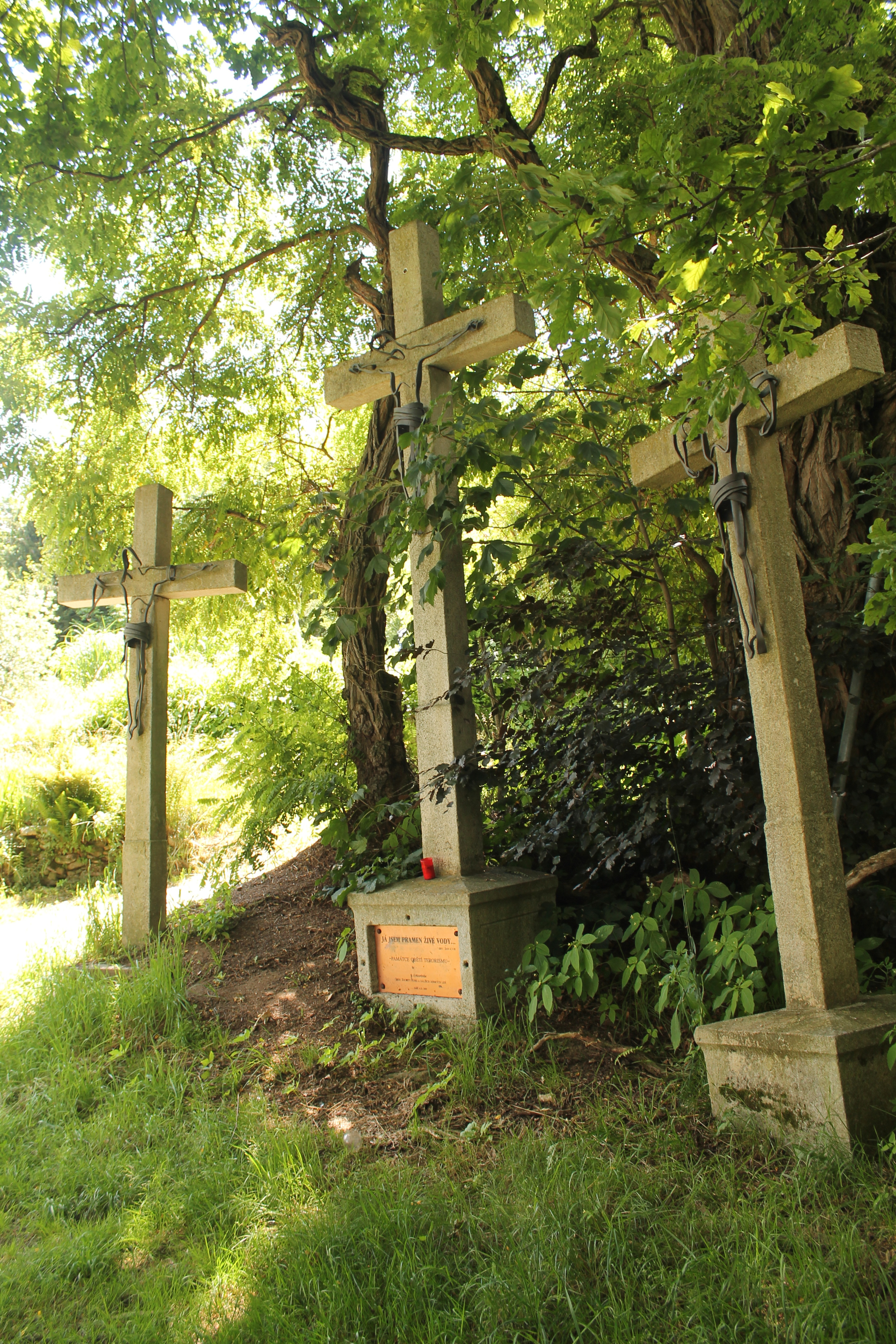
Pomník obětem teroristických útoků 11. září 2001
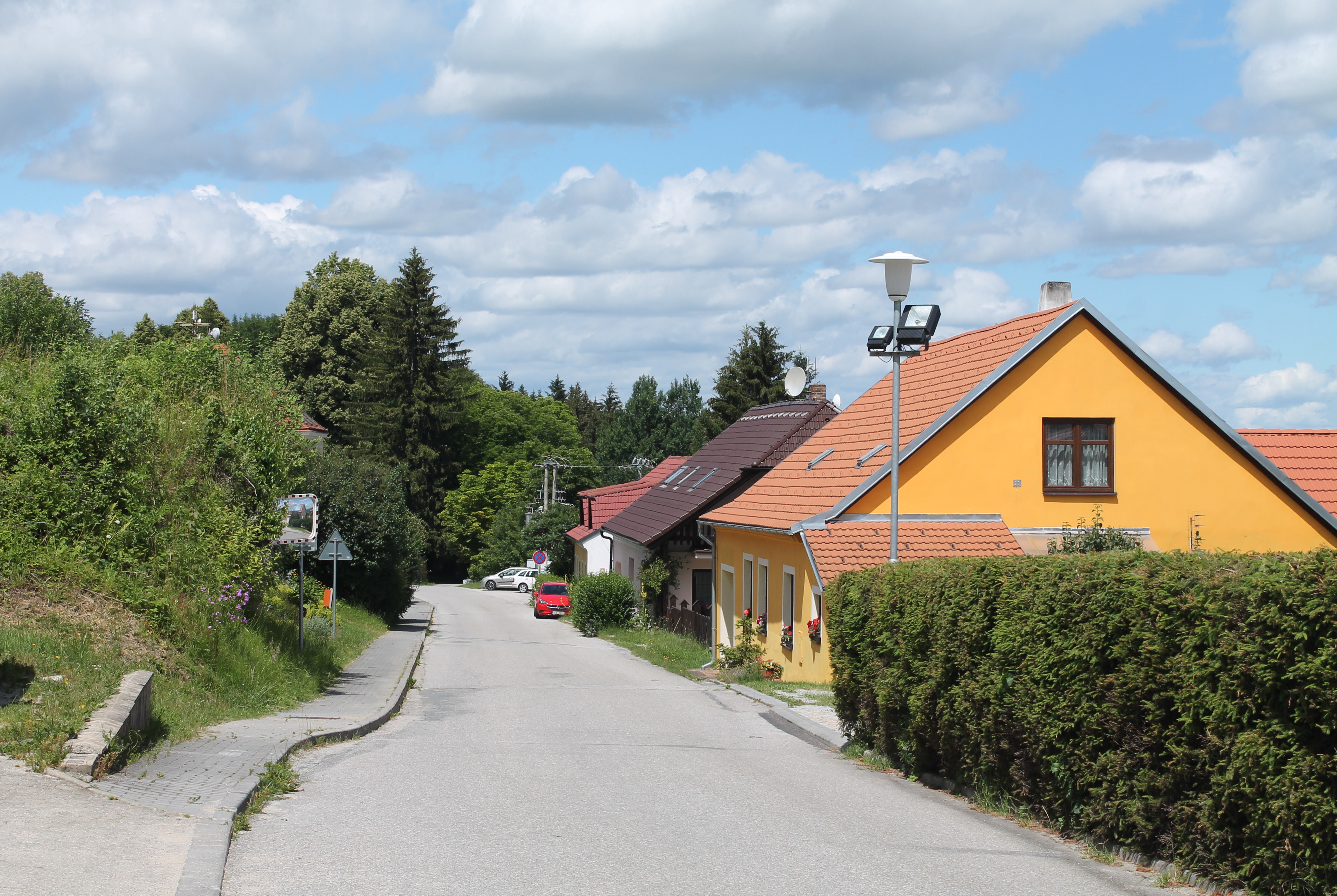
Severní část vsi
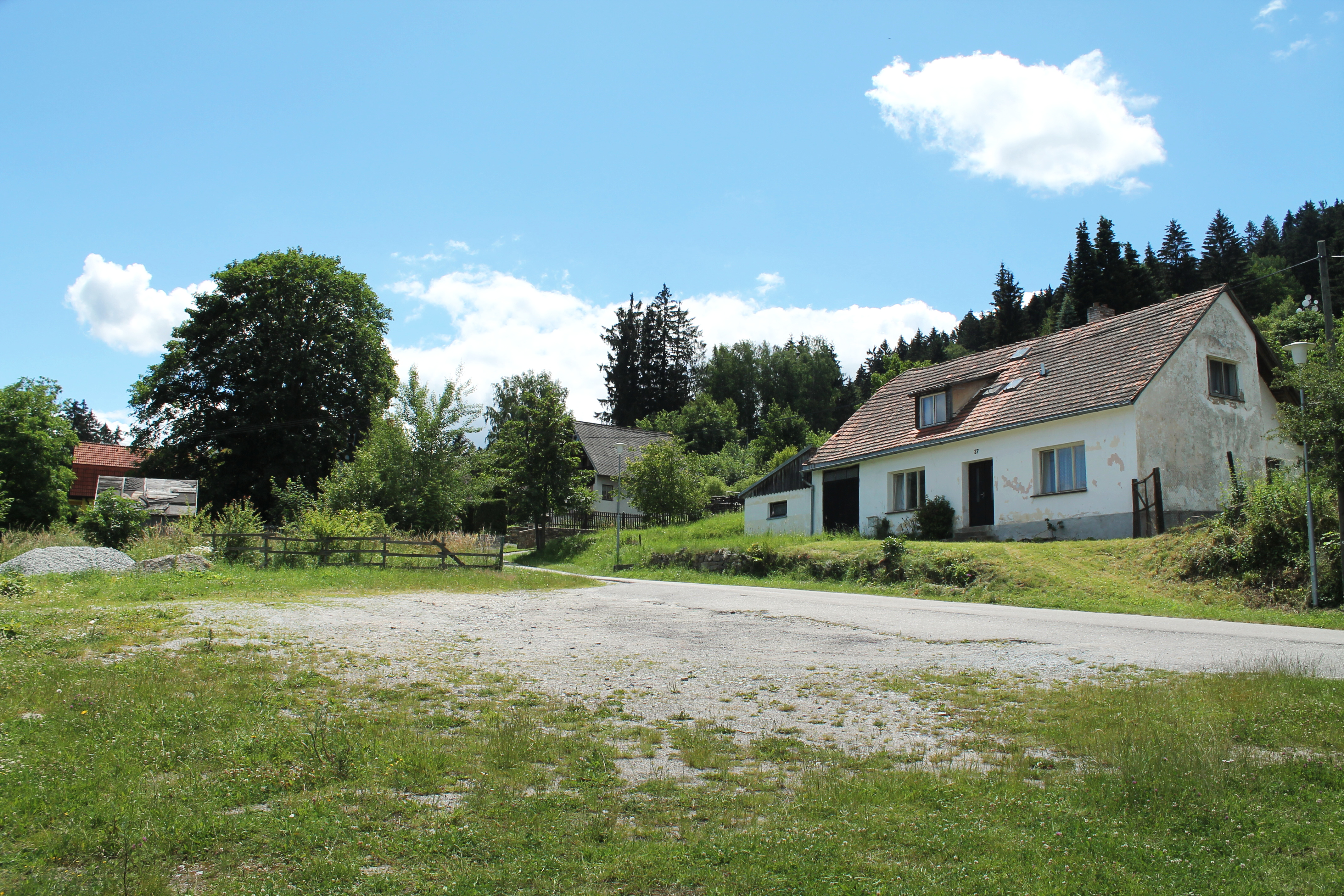
Zbytky původní zástavby
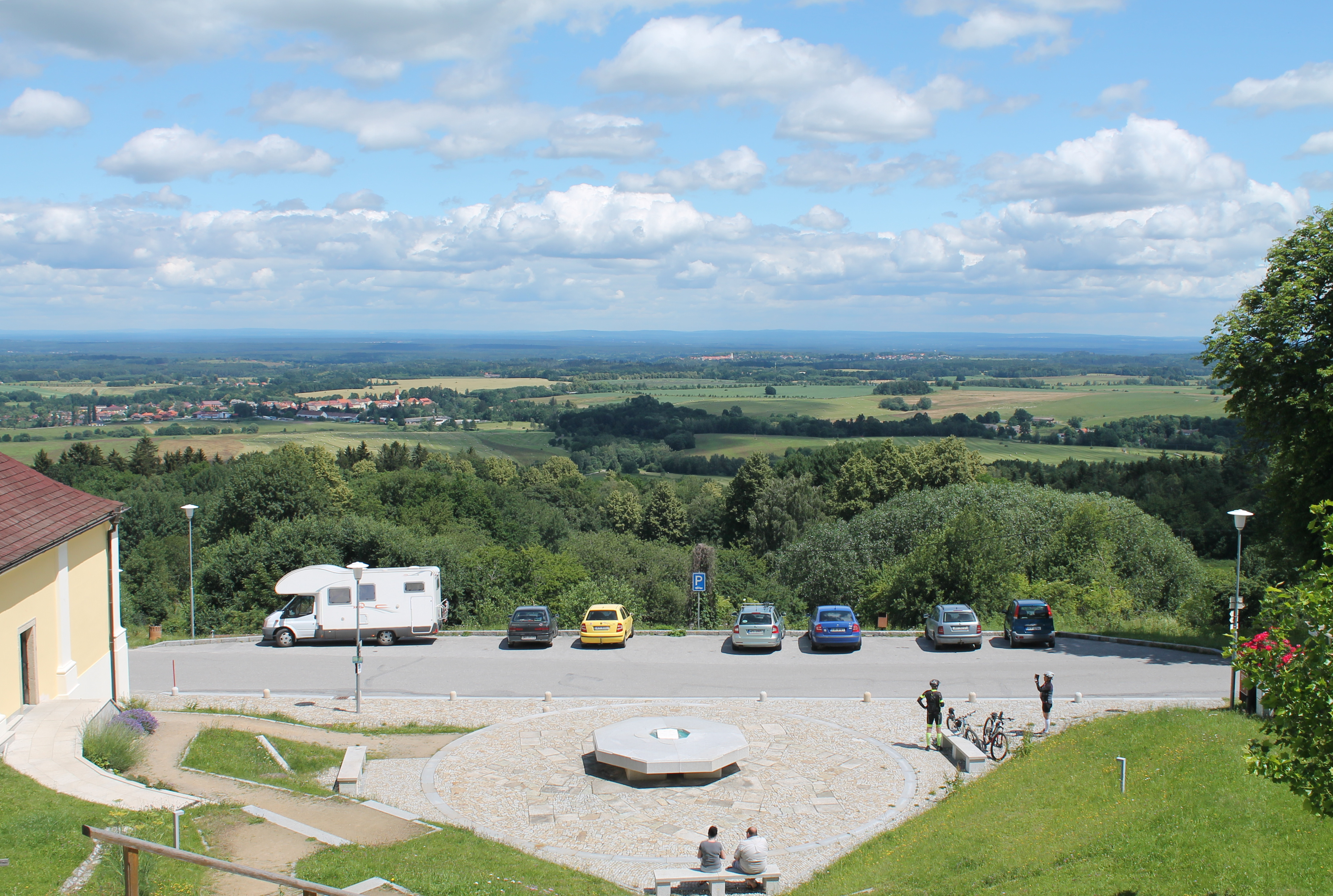
Výhled z Dobré Vody severním směrem